# Château de Villars (Côte-d'Or)
Le château de Villars est un château XVIIIe siècle situé à Dompierre-en-Morvan (Côte-dOr) en Bourgogne-Franche-Comté.

## Localisation
Le château se situe au hameau de Villars-Dombes au sud-est du village, en rive ouest de la RD 70.

## Historique
Issu du démembrement de la seigneurie de Courcelles-lès-Semur au XVe siècle pour doter une fille de Jean de La Trémouille, le domaine de Villars n‘acquiert son autonomie qu’à la fin du XVIIe siècle quand il revient à Marie-Jacqueline Desgeorges, épouse de François Damoiseau.
Vendu à plusieurs reprises au cours du XVIIIe siècle, il est racheté en 1767 par François de Chastenay qui entreprend la construction d'une modeste demeure seigneuriale. Ruiné, il doit la céder dès 1791 à Marie-Claude Champion, maire d'Avallon. Le domaine change de mains à plusieurs reprises au cours du XIXe siècle avant de revenir en 1921 à René de Burtel de Chassey[réf. souhaitée].

## Architecture
Selon le cadastre de 1823, où le château lui-même présente son plan actuel, une grande dépendance, une pièce d'eau et les jardins ont disparu. Le château lui-même est un édifice classique de plan rectangulaire à un étage carré sous toit à la Mansart pour les ailes et un fronton en milieu de façade[réf. souhaitée].  
Les façades et les toitures, l'escalier principal avec sa rampe en fer forgé, l'antichambre et le salon au rez-de-chaussée avec leur décor, la cheminée de la chambre deux au premier étage sont inscrits aux monuments historiques par arrêté du 30 mars 1979.